# كينجي كوداما
كينجي كوداما (こだま兼嗣 كوداما كينجي) هو مخرج أنمي ياباني ولد في 13 ديسمبر 1949 في هوكايدو.

## زواجه
- ساتشيكو كاميمورا

## أعماله في مجال الإخراج

### مسلسلات أنمي تلفزيونية
- المحقق كونان (الحلقات 1 إلى 118; الإخراج الرئيسي في الحلقات 119-252)
- سيتي هانتر
- سيتي هانتر 2
- سيتي هانتر 3
- كيكايشي
- تيلز أوف ذي أبيس
- وديع بائع الحليب

### أفلام أنمي
- سلسلة أفلام سيتي هانتر
  - سيتي هانتر: ماغنوم الحب و المصير
  - سيتي هانتر: بي سيتي وورز
  - سيتي هانتر: مؤامرة المليون دولار
  - سيتي هانتر: شينجوكو برايفت آيز (الإخراج الرئيسي)
- سلسلة أفلام المحقق كونان
  - المحقق كونان: العد التنازلي لناطحة السحاب

## أعماله خارج مجال الإخراج
- روبوتان (إخراج الرسوم المتحركة)
- إينوياشا: الجزء الأخير (رسم لوحة القصة)

## روابط خارجية
- كينجي كوداما على موقع IMDb (الإنجليزية)
- كينجي كوداما على موقع قاعدة بيانات الفيلم (الإنجليزية)
- كينجي كوداما على موقع كينوبويسك (الروسية)
- كينجي كوداما على موقع ANN person (الإنجليزية)